# Dita Parlo
Dita Parlo, ursprungligen Grethe Gerda Kornstädt, född 4 september 1906 i Stettin i Kejsardömet Tyskland (nu Szczecin i Polen), död 12 december 1971 i Courbevoie utanför Paris, Frankrike, var en tysk skådespelare.
Dita Parlo filmdebuterade 1928 för Joe May i Hemkomsten i huvudrollen mot den svenske skådespelaren Lars Hanson. Under 1930-talet spelade hon främst i tysk och fransk film; hennes idag mest kända roller är i Jean Vigos L'Atalante och Jean Renoirs Den stora illusionen. Efter krigsutbrottet kunde Parlo som tyska inte längre arbeta i Frankrike och hon utvisades till Tyskland efter lägerinternering i Gurs. Hon återvände efter den tyska ockupationen, men efter 1940 var filmkarriären över, Parlo medverkade endast i två filmer till under sin livstid, den sista 1965.

Madonna döpte 1992 sitt alter ego i boken Sex till Dita efter Dita Parlo. Dita von Teese tog sitt artistnamn som en hyllning till Dita Parlo.

## Filmografi, urval
- 1928 – Hemkomsten
- 1928 – Ungersk rapsodi
- 1929 – Ungersk konsert
- 1934 – Kvinnorovet
- 1934 – L'Atalante
- 1937 – Den stora illusionen
- 1937 – De anklagade
- 1938 – Ultimatum
- 1950 – Rättvisa har skipats
- 1965 – La dame de pique